# Aegophagamyia comorensis
Aegophagamyia comorensis är en tvåvingeart som först beskrevs av Günther Enderlein 1925.  Aegophagamyia comorensis ingår i släktet Aegophagamyia och familjen bromsar. Inga underarter finns listade i Catalogue of Life.